# William Hope (fotografo)
William Hope (Crewe, 1863 – Salford, 8 marzo 1933) è stato un fotografo britannico.
Presunto pioniere della fotografia spiritica, fu membro del gruppo spiritualista The Crewe Circle.

## Biografia
Sin da giovane Hope fu istruito a falegname, ma entrò presto a contatto con circoli del paranormale, grazie alla sua presunta abilità nel catturare immagini di spiriti con la macchina fotografica.
Hope realizzò la sua prima foto in cui sostenne si vedesse uno spirito nel 1905. In seguito fondò il Crewe Circle, gruppo spiritualista con lui a capo.

## Frodi

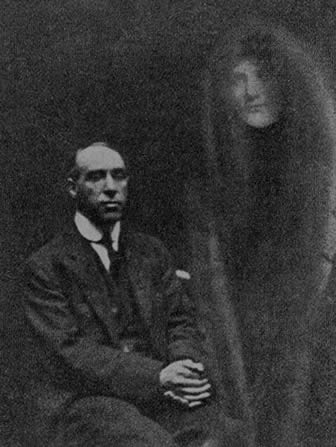
Harry Price, e amico. Scattata da William Hope

Il 4 febbraio 1922 la Society for Psychical Research e Harry Price provarono che Hope era un truffatore durante alcuni test al British College of Psychic Science.
Price marchiò segretamente le lastre fotografiche di Hope e gli mise a disposizione una confezione di lastre sulle quali aveva segretamente inciso ad acquaforte il marchio della Imperial Dry Plate Co. Ltd. con la consapevolezza che il logo sarebbe stato trasferito su qualsiasi immagine impressa su esse. Ignaro del fatto che Price avesse manomesso la sua scorta di pellicole, Hope tentò di catturare immagini di spiriti. Sebbene Hope realizzasse molteplici immagini, nessuna di queste riportava il logo della Imperial Dry Plate Co. Ltd., il marchio che Price aveva impresso sul materiale originale di Hope, dimostrando di aver cambiato il materiale che Price gli aveva messo a disposizione con materiale preparato appositamente per creare false immagini di spiriti.
In seguito Price pubblicò questo esperimento della Society for Psychical Research in un fascicolo che intitolò Cold Light on Spiritualistic "Phenomena"- An Experiment with the Crewe Circle.
Nel 1932, un amico ed estimatore delle ricerche di Hope, Fred Barlow, il primo Segretario della Society for the Study of Supernormal Pictures, insieme al Maggiore W. Rampling-Rose diedero una lettura alla Society for Psychical Research per presentare un resoconto dei risultati emersi da una vasta raccolta di registrazioni sui metodi utilizzati da Hope per produrre le sue fotografie spiritiche.
Barlow e Rampling-Rose conclusero che gli "spiriti" che apparivano nelle fotografie di erano stati prodotti in modo fraudolento.
Nonostante i risultati di Price, Hope conservò ancora una certa credibilità. Anche lo scrittore e spiritualista Sir Arthur Conan Doyle si rifiutò di accettare che Hope fosse un truffatore, arrivando a scrivere un libro in favore della fotografia spiritica (The Case for Spirito Fotografia) nel quale rispondeva alle accuse di frode di Harry Price, cercando di convincerlo a ritrattare la sua opinione.

## Galleria d'immagini
Alcune foto di William Hope.

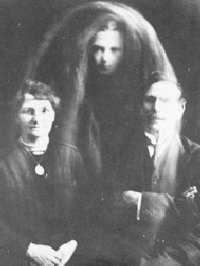
Mr e Mrs Gibson e lo spirito del loro deceduto figlio (1919).
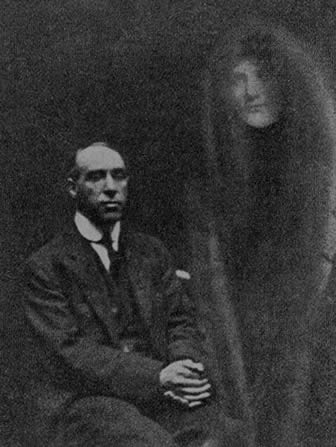
Harry Price e Amico (Febbraio 1922).
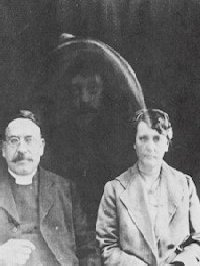
Il Reverendo Charles L. Tweedale, sua moglie, e lo spirito di suo padre (5 settembre 1919).
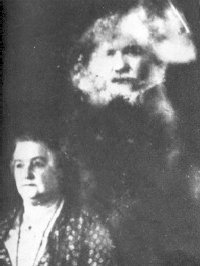
Mrs Hortense Leverson e lo spirito di suo marito, Major Leverson (1931).
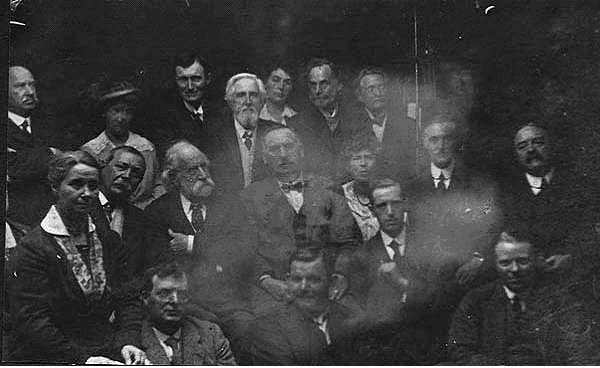
L'incontro annuale della " Society for the Study of Supernormal Pictures". Inclusi Sir Arthur Conan Doyle (al centro) e sua moglie (a sinistra) (1922).
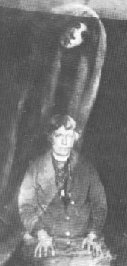
Mrs Longcake e lo spirito di sua cognata.